# Łomy (Jonkowo)
Łomy (deutsch Steinberg) ist ein Ort in der polnischen Woiwodschaft Ermland-Masuren. Er gehört zur Gmina Jonkowo (Landgemeinde Jonkendorf) im Powiat Olsztyński (Kreis Allenstein).

## Geographische Lage
Łomy liegt am Nordufer des Jezioro Łomskie (Steinberger See) – dem zweitgrößten See im Gebiet der Gmina Jonkowo – im Westen der Woiwodschaft Ermland-Masuren, 15 Kilometer nordwestlich der Kreis- und Woiwodschaftshauptstadt Olsztyn (deutsch Allenstein).

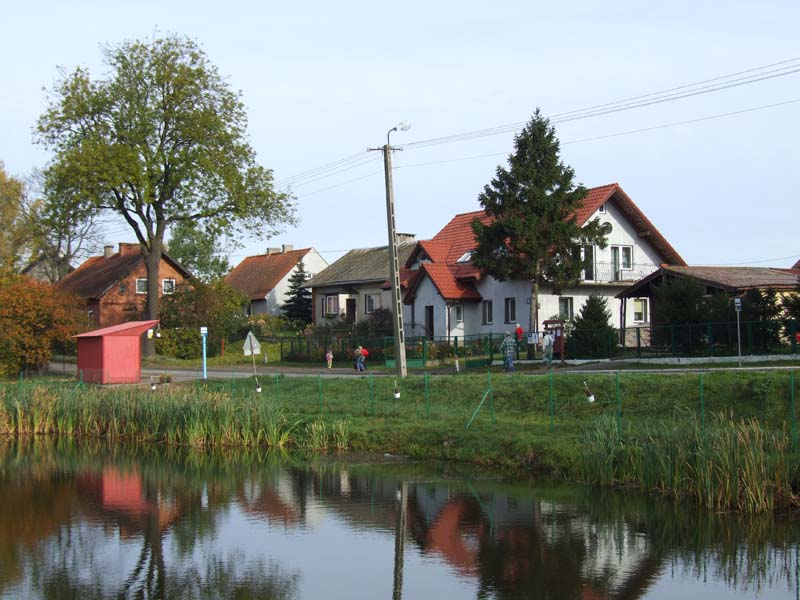
Dorfzentrum von Łomy

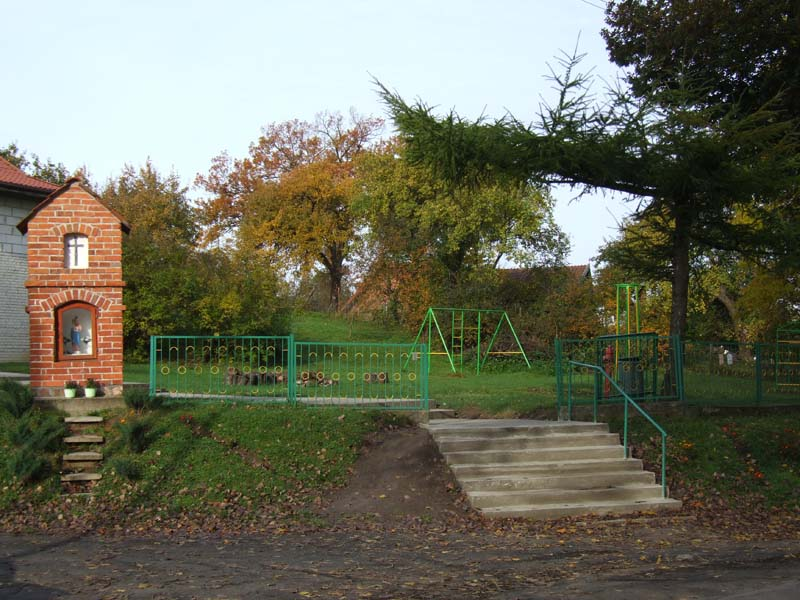
Kinderspielplatz und Bildstock

## Geschichte
Das Dorf Steinberg mit der später errichteten Försterei wurde mit Urkundendatum des Domkapitels Ermland vom 10. Mai 1356 gegründet. 1782 vermeldete der Ort 35 Feuerstellen, im Jahre 1820 bereits 40 Feuerstellen bei 124 Einwohnern. Die Volkszählung am 3. Dezember 1861 ergab 58 Wohngebäude bei 440 Einwohnern.
Von 1874 bis 1945 war das Dorf Steinberg – und zwischenzeitlich auch das zum Staatsforst Wormditt (polnisch Orneta) Forsthaus Steinberg – in den Amtsbezirk Jonkendorf (polnisch Jonkowo) im ostpreußischen Kreis Allenstein eingegliedert.
Die Volkszählung am 1. Dezember 1905 erbrachte folgendes Ergebnis:
- das Dorf Steinberg umfasst 479 Einwohner bei 77 Wohngebäuden,[3]
- das Forsthaus Steinberg umfasst 3 Einwohner bei 1 Wohngebäude.[4]

In Kriegsfolge kam das gesamte südliche Ostpreußen 1945 zu Polen. Steinberg erhielt die polnische Namensform „Łomy“ und ist heute eine Ortschaft innerhalb der Landgemeinde Jonkowo (Jonkendorf) im Powiat Olsztyński (Kreis Allenstein), von 1975 bis 1998 der Woiwodschaft Olsztyn, seither der Woiwodschaft Ermland-Masuren zugehörig. Im Jahre 2021 zählte Łomy 239 Einwohner.

## Kirche

### Evangelische Kirche
Evangelischerseits gehörte das Dorf Steinberg bis 1945 zur Kirche Guttstadt (polnisch Dobre Miasto) und das Forsthaus Steinberg zur Kirche Allenstein, beide in der Kirchenprovinz Ostpreußen der Kirche der Altpreußischen Union gelegen. Heute ist Łomy ein Kirchspielort der Christus-Erlöser-Kirche in Olsztyn (Allenstein) innerhalb der Diözese Masuren der Evangelisch-Augsburgischen Kirche in Polen.

### Römisch-katholisch
Seitens der römisch-katholischen Kirche war Steinberg ganz nach Jonkendorf (polnisch Jonkowo) im Bistum Ermland eingepfarrt. Seit 1992 steht in Łomy eine der Gottesmutter von Fatima geweihte Kirche, die als Filialkirche von der Pfarrei in Jonkowo (Jonkendorf) betreut wird.

## Verkehr
Łomy ist ein zentral gelegener Kreuzungspunkt dreier Nebenstraßen, die von Jonkowo (Jonkendorf) bzw. Świątki (Heiligenthal) und von Kwiecewo (Queetz) sowie Polejki Leśne kommend sich in Łomy treffen. Eine Anbindung an den Bahnverkehr besteht nicht.